# 盧西坦戰爭

盧西坦戰爭局勢圖

盧西坦戰爭（又稱维里阿修斯战争，前155年-前139年）是罗马人与卢西塔尼亚人的战争，得名于这场战争中卢西塔尼亚人的领袖维里阿修斯。罗马在第二次布匿战争中击败迦太基后，开始在伊比利亚半岛扩展自己的势力，卢西塔尼亚人是当地的土著居民之一，卢西塔尼亚人在领袖维里阿修斯的带领下，屡败了罗马人。
前139年，维里阿修斯被刺，卢西塔尼亚人推举坦塔拉斯为领袖，但他们在进攻新迦太基时失败了，罗马将军小西庇阿派兵追击，无奈之下，卢西塔尼亚人向小西庇阿投降了，小西庇阿在解除他们武装后，发给他们土地，盧西坦战争因此结束了。

## 参看
- 维里阿修斯